# Чама
Ча́ма (chama) — група племен мовної сім'ї пано, що проживають в Болівії та Перу, в долині річки Укаялі.

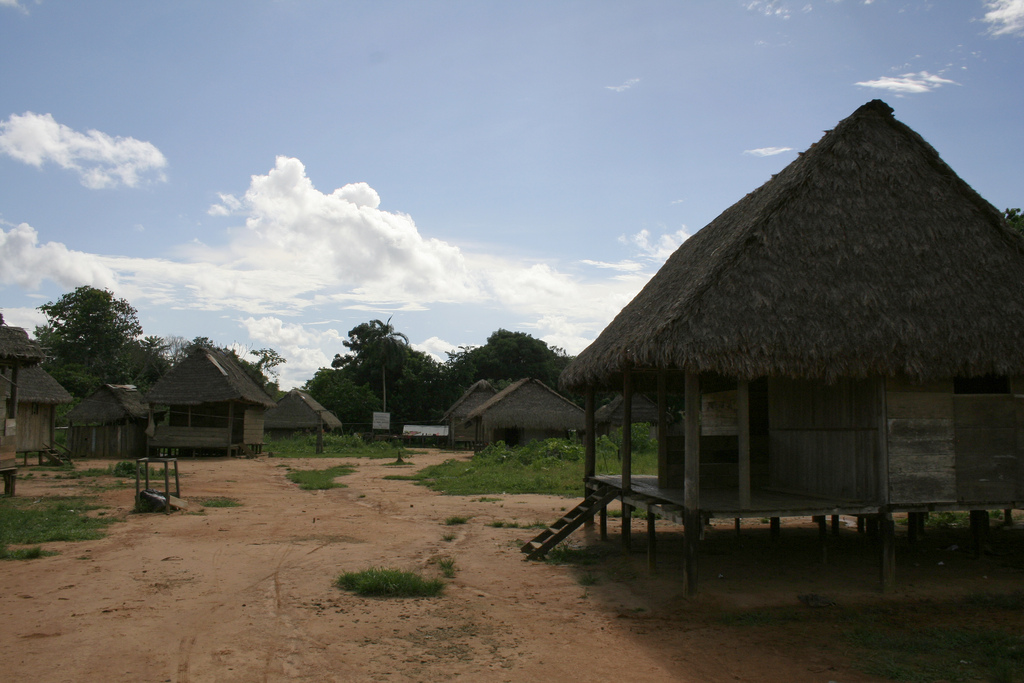
Поселення Чама

Самоназва походить від Ece'je, що означає народ. Мова письменна, алфавіт на основі латиниці.
Також відомі, як Чама, Есе Еха, Есе'ехха, Уарайо, Тамбопата-Гуарайо або Тіатінагуа.